# Elisabetta Dami
Elisabetta Dami (Milán, 5 de diciembre de 1958) es una escritora de literatura infantil italiana, famosa por la creación del personaje Geronimo Stilton.

## Biografía y trayectoria
Dami comenzó muy joven ( a los 20 años) en el mundo de las publicaciones como correctora en el negocio familiar Dami Editore (editorial Dami), fundado en 1972 por su padre el editor Piero Dami. Escribió sus primeros relatos cortos con veinte años.
Su experiencia como voluntaria en un hospital infantil le dio la idea de escribir historias de
aventuras protagonizadas por un ratón llamado Geronimo Stilton como protagonista. Sus historias son aventuras humorísticas y proponen valores universales como la amistad, la paz y el respeto a la naturaleza.
Sus publicaciones se convirtieron en un fenómeno editorial en Italia e internacionalmente y fueron traducidas a 49 idiomas y se vendieron más de 180 millones de ejemplares en todo el mundo.
En una entrevista declaró que hizo coincidir a un ratón como protagonista -de inteligencia parecida a la humana, porque aprende de sus propias experiencias- con el queso inglés stilton, que se sigue produciendo con las técnicas del años 1700.
Firma sus libros con el de su personaje Geronimo Stilton, en vez del suyo propio Elisabetta Dami.

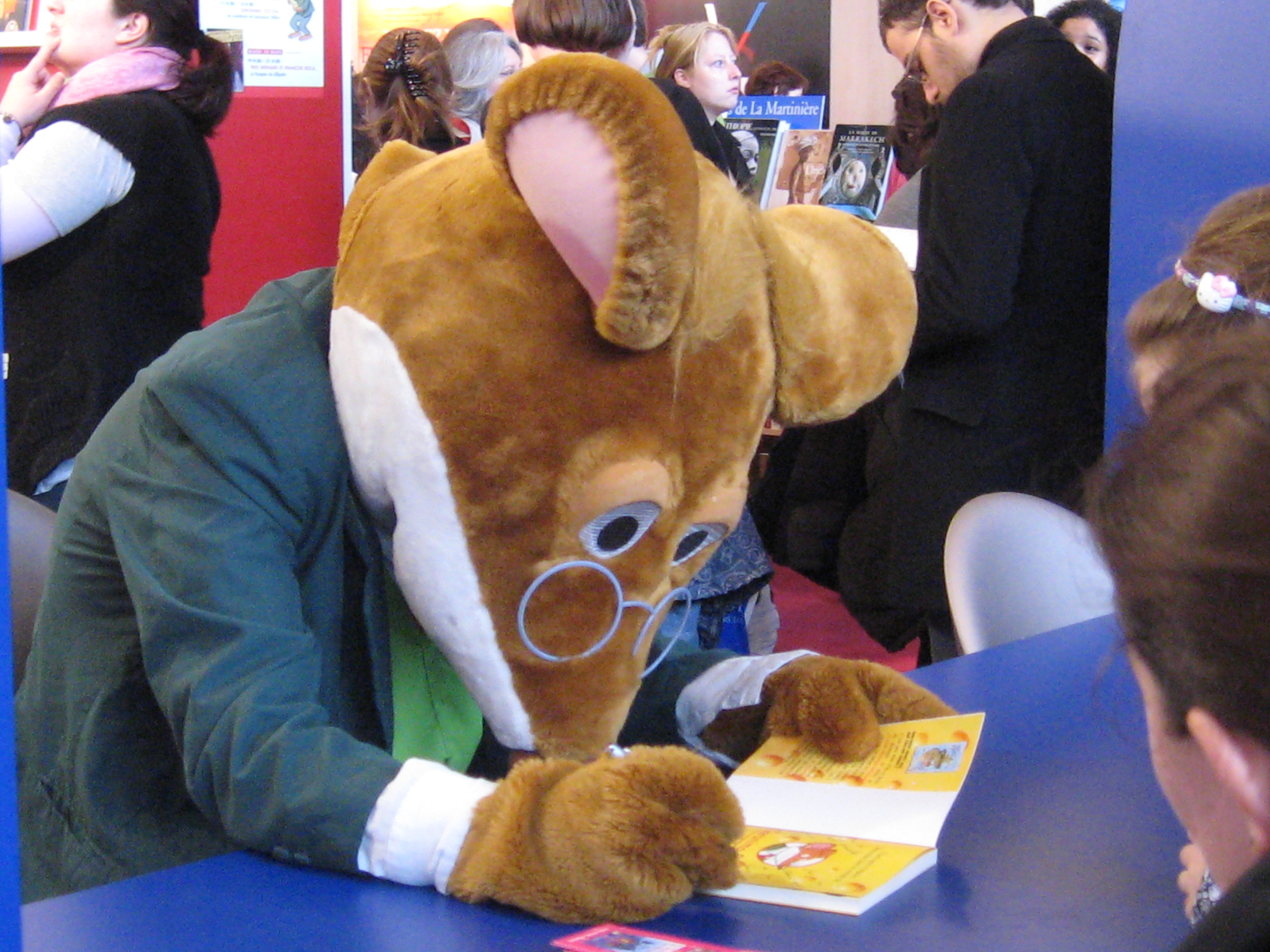
Geronimo Stilton firmando autógrafos en el salón del libro de París

## Activismo
En 2016 fundó la Elisabetta Dami Onlus para dar su apoyo a diversas organizaciones no gubernamentales y asociaciones haciendo donaciones y con proyectos creativos para dar a conocer sus actividades y los asuntos en los que participa.
Forma parte de la dirección nacional de WWF Italia y es embajadora de Antoniano Onlus e Zecchino d'Oro. También está en el consejo permanente de Terre des hommes, una organización no gubernamental de solidaridad internacional.

## Vida personal
Dami es una amante de la aventura que obtuvo las licencias de piloto y paracaidista a los veinte años y a los veintitrés viajó alrededor del mundo por su cuenta. Participó en un curso de supervivencia en la Outward Bound School de Maine, en Estados Unidos.
Formó parte en un rally por el Desierto del Sáhara y cruzó África de norte a sur en todoterreno, participó en un ultramaratón de 100 km por el Sáhara y corrió tres veces la Maratón de Nueva York, en los años 2002, 2003 y 2017.